# Gennachhauser Moor
Gennachhauser Moor este o arie protejată (arie specială de conservare — SAC, sit de importanță comunitară — SCI) din Germania întinsă pe o suprafață de 229,82 ha, integral pe uscat.

## Localizare
Centrul sitului Gennachhauser Moor este situat la coordonatele 47°50′34″N 10°41′03″E / 47.8428°N 10.6842°E.

## Înființare
Situl Gennachhauser Moor a fost declarat sit de importanță comunitară în martie 2001 pentru a proteja 1 specie de plante și 3 specii de animale. Situl a fost protejat și ca arie specială de conservare în aprilie 2016.

## Biodiversitate
Situată în ecoregiunea continentală, aria protejată conține 6 habitate naturale: Pajiști cu Molinia pe soluri calcaroase, turboase sau argilos-nămoloase (Molinion caeruleae), Liziere de ierburi înalte hidrofile de câmpie și de nivel montan până la alpin, Mlaștini turboase de tranziție și turbării mișcătoare, Mlaștini alcaline, Mlaștini împădurite, Păduri aluvionare cu Alnus glutinosa și Fraxinus excelsior (Alno-Padion, Alnion incanae, Salicion albae).
La baza desemnării sitului se află mai multe specii protejate:
- plante (1): Hamatocaulis vernicosus
- amfibieni (1): izvoraș-cu-burta-galbenă (Bombina variegata)
- nevertebrate (2): Lycaena helle, phengaris nausithous (Maculinea nausithous)